# Kapela Pazzijev
Kapela Pazzijev (italijansko: Cappella dei Pazzi) je kapela v 'glavnem križnem hodniku' (Prima Chiostro) na južnem boku bazilike sv. Križa v Firencah v Italiji. Navadno je zaslužen zanjo Filippo Brunelleschi in velja za eno mojstrovin renesančne arhitekture.

## Zgodovina
Čeprav je sredstva za kapelo leta 1429 zbral Andrea Pazzi, vodja družine Pazzi, katere bogastvo je bilo na drugem mestu za Medičejci, se je gradnja začela šele okoli leta 1442. Kapela je bila dokončana leta 1443. Stavba velja za zgodnje renesančno mojstrovino.
Glavni namen stavbe je bila kapiteljska dvorana (sejna soba za vodstvo kapitlja) in se je uporabljala kot učilnica za poučevanje menihov in druge verske namene. Za oltarjem je bila tudi kapela, kjer je imela družina, ki jo je naročila, pravico pokopavati svoje mrtve. Pazzijev zadnji motiv pri gradnji kapele je bil najbrž narediti svoj pečat na mesto Firence in poudariti njihovo bogastvo in moč. Dejstvo, da se je mesto takrat spopadlo s sosednjim mestom in je še vedno pridobil sredstva za gradnjo te kapele, je pokazalo pomen, ki ga je imel za družino Pazzi in prebivalce Firence.
Prej je veljala za delo Filipa Brunelleschija, zdaj pa se misli, da je bil odgovoren za načrt, ki temelji na preprostih geometrijskih oblikah, kvadrat in krog, ne pa za izvedbo in podrobnost stavbe. Fasada, ki jo je začel in ki vidimo le spodnji register, je bila delno zakrita z dodatkom verande. Glavni navdih za ta kos je bil dominikanski samostan Santa Maria Novella, ki je tudi v Firencah.

## Opis

### Zunanjost
Pazzijeva kapela s kupolo, ki je bila deset let zgodnejša, je ena najpomembnejših zgodnjerenesančnih zgradb. Začne se s predprostorom, ki ga podpira šest korintskih stebrov. Obok predprostora s kasetiranim stropom ponavlja antične modele - po današnjem mnenju dodatek Giuliana da Maiana, 1460 (Jestaz, str. 521). To preddverje je simbolni ostanek samostana, na katerem je bila v srednjem veku kapiteljska dvorana. Kapela je dosegla znatne razsežnosti, zato je bila precej večja od kapiteljskih prostorov srednjega veka.
Velikost kapele je bila določena z obstoječimi zidovi, kar je ustvarilo nenavadno situacijo, kjer prostor ni bil kvadrat kot v stari zakristiji, ki je bila vzor tej zgradbi, ampak pravokoten in v obliki transepta in tako v nasproti kvadratnemu, v osi postavljenemu oltarju. Kljub temu in z zapleteno zgodovino nam stavba daje vpogled v ambicije renesančnih arhitektov v njihovem boju za skladnost arhitekturnega jezika stebrov, pilastrov, lokov in obokov. Med pilastri v transeptu so visoke, prazne plošče z okroglimi glavami in nad njimi rondeli, običajni renesančni dekorativni motivi. Arhitekturni elementi notranjosti so vsi v pietra serena, visokokakovostnem drobnozrnatem sivem peščenjaku. Nosilna konstrukcija te stavbe je njeno zidovje, to je, da loke in kupole podpirajo stene, ne pa pilastri, ki so dekorativni in ne konstrukcijski.

### Notranjost
Notranja zasnova, ki očitno v veliki meri ustreza Brunelleschijevim načrtom, ni le nadaljnji razvoj tlorisa in dviga stare zakristije sv. Lovrenca iz leta 1421. Celoten prostor določajo izjemno dodelani in občutljivi proporci (motiv pilastra v vogalih: srednji pravokotnik ne sodi le kot podaljšek in ponovitev desnega obočnega sistema, temveč tudi kot spodnji del notranje ločne zasnove druge stene, hkrati pa skupaj s sosednjim pravokotnikom na levi strani sodi v stensko zasnovo leve stene, ki pa v prostoru ponavlja motiv loka. Takšna geometrijska prepletenost zakriva tradicionalni vtis preproste štiristenske sobe).
Zlasti v conah kapitelov je mogoče opaziti filigranska sredstva, s katerimi je Brunelleschi zabrisal vtis vogala. Nekateri kapiteli niso ravni, temveč upognjeni tako, da pripadajo obema stenama.
Obočne oblike glavne sobe se ponavljajo v treh stenah dveh kratkih stranskih prostorov in segajo tudi do stropa, tako da je celoten prostor opredeljen s prepletanjem teh osnovnih oblik. Poleg obokanega motiva se po tem principu v različnih stopnjah ponavlja tudi krožni motiv. Najprej se pojavi v kupoli predprostora, nato pa v različnih različicah v glavnem prostoru. Stenske zasnove niso postavljene ena poleg druge - kot v Stari zakristiji sv. Lovrenca -, ampak so delno prepletene, pri čemer je vključena tudi sama kupola. Že na vhodni fasadi je razvidno, da tudi tukaj povezava navpičnih, vitkih stebrov in vhodnega loka predvideva osrednji oblikovalski princip notranjosti.
Kar zadeva arhitekta, znanstveniki trdijo, da pravzaprav ne gre za Brunelleschija. Nobeni viri obdobja niti dokumenti iz obdobja ne podpirajo te teorije, pri čemer se je Brunelleschi kot arhitekt prvič vpisal z anonimnim avtorjem, ki je pisal v 1490-ih. Najpogostejši dokaz za zasluge Brunelleschija je očitna podobnost kapele Pazzijev s staro zakristijo; drugi trdijo, da se je njegov slog razvil v dvajsetih letih in da bi kapela Pazzijev predstavljala retrogradni korak. Strokovnjaki zdaj kapela štejejo kot delo Giuliano da Maiano ali Michelozza.
Tondi sedečih apostolov so delo  Luca della Robbie, ki je prav tako naredil okrasne terakote v kupoli verande. Domneva se, da so okrogli evangelisti morda delo Donatella.